# Kalmar Fotbollsförening
Il Kalmar Fotbollsförening, meglio noto come Kalmar FF, è una società calcistica svedese con sede nella città di Kalmar. Nel 2025 milita in Superettan, la seconda divisione del campionato svedese, a seguito della retrocessione occorsa al termine dell'Allsvenskan 2024 dopo un periodo di ventuno partecipazioni consecutive alla massima serie.
Vanta in bacheca un titolo di campione di Svezia, ottenuto nel 2008, e tre Coppe di Svezia.
La Guldfågeln Arena, che ospita le partite interne del club a partire dal 2011, ha una capacità di 12 150 spettatori. In precedenza la formazione biancorossa giocava al Fredriksskans IP.

## Storia
Il club venne fondato nel 1910 con il nome di IF Göta, ma la denominazione non fu accettata dalla confederazione sportiva svedese poiché altri due club avevano già un nome simile. Nel 1912 la squadra diventò IF Gothia, e fu così ammessa dalla Riksidrottsförbundet. Nel 1918 l'IF Gothia si fuse con il Kamraterna formando il Kalmar Idrotts Sällskap, il quale nel 1927 divenne l'attuale Kalmar FF.
La squadra raggiunse la massima serie per la prima volta nella sua storia nel 1949, dopo aver battuto l'Halmstad nella sfida decisiva per la promozione. Alla parentesi di due anni in Allsvenskan ne seguì un'altra tra il 1953 e il 1955, anno in cui il club fece ritorno in seconda serie, rimanendovi per 20 anni consecutivi.
Il Kalmar FF festeggiò il ritorno in Allsvenskan il 19 ottobre 1975 grazie alla vittoria sul Västra Frölunda. Nel 1976 i biancorossi giocarono la loro 100ª partita disputata nel massimo campionato svedese, ma ciò coincise con una sconfitta per 9-2 contro il GIF Sundsvall che portò all'esonero dell'allenatore Kay Wiestål. La stagione si chiuse comunque con un sesto posto. L'anno seguente si registrò un piazzamento ancora migliore, ovvero un terzo posto.
Nel 1981 il club vinse il suo primo trofeo conquistando la Coppa di Svezia con un netto 4-0 all'Elfsborg, ma lo stesso anno si concluse con la retrocessione al termine del campionato. Un anno dopo, la squadra riuscì a tornare nella massima serie. Quella del 1985 fu una delle migliori stagioni di sempre per il Kalmar, con il secondo posto in Allsvenskan ottenuto anche grazie alle reti di Peter Karlsson e Billy Lansdowne, entrambi capocannonieri. A quest'annata seguirono due retrocessioni di fila, ma proprio nel 1987 (anno terminato con la discesa in terza serie) ci fu la vittoria della seconda Coppa di Svezia con il 2-0 al GAIS in finale.
Dal 1989, il Kalmar giocò sempre in seconda serie fino alla fine della stagione 1996, conclusa con la discesa nella terza serie nazionale. Fra gli anni '90 e 2000, tuttavia, i biancorossi ebbero alcuni saliscendi tra prima e seconda serie. Dal 2004 ad oggi, la squadra ha sempre giocato in Allsvenskan. Nel 2007, oltre a vincere la terza Coppa di Svezia, il club eguagliò quello che fino a quel momento era stato il miglior piazzamento in campionato, ovvero il secondo posto.
Il primo titolo nazionale in 98 anni di storia del club arrivò in occasione dell'Allsvenskan 2008: grazie al 2-2 dell'ultima giornata sul campo dell'Halmstad, infatti, il Kalmar chiuse con un punto di vantaggio nei confronti dell'inseguitrice Elfsborg. La sconfitta nella finale di Coppa di Svezia, persa in casa ai rigori contro l'IFK Göteborg, aveva impedito la conquista del double alla formazione guidata da Nanne Bergstrand, allenatore a cui venne intitolata una strada.
Il 18 settembre 2008 il Kalmar espugnò lo stadio del Feyenoord nell'andata del primo turno della Coppa UEFA, salvo poi essere eliminato al ritorno per la regola dei gol in trasferta dopo aver perso per 1-2. Partecipazioni alle coppe europee ci furono anche nel 2009-2010 (Champions League) e nel 2010-2011 e 2012-2013 (Europa League).
Ad eccezione del sesto posto ottenuto nell'Allsvenskan 2016, la squadra nei campionati dal 2014 al 2020 si piazzò sempre nella seconda metà della classifica, talvolta dovendo ricorrere agli spareggi salvezza per salvarsi, come nel 2019 e nel 2020 come conseguenza del terzultimo posto. Seguì un periodo di ripresa, con il sesto posto del campionato 2021 e il quarto del campionato 2022, piazzamento quest'ultimo che consentì il ritorno nelle coppe europee. Un sesto posto arrivò anche nel 2023.
La striscia di ventuno partecipazioni consecutive nell'Allsvenskan ebbe fine nel 2024, con il penultimo posto in classifica che condannò il club alla retrocessione in Superettan.

## Palmarès

### Competizioni nazionali
- Allsvenskan: 1

2008
- Svenska Cupen: 3

1981, 1987, 2007
- Supercoppa di Svezia: 1

2009
- Superettan: 2

2001, 2003
- Division 2: 2

1988, 1997

### Altri piazzamenti
- Campionato svedese:

Secondo posto: 2007
Terzo posto: 1977, 2005
- Coppa di Svezia:

Finalista: 1977-1978, 2008, 2011
Semifinalista: 1968-1969, 2006, 2010, 2015-2016
- Supercoppa di Svezia:

Finalista: 2008
- Division 1:

Finalista play-off: 1994
- Coppa Intertoto UEFA:

Finalista: 2006

## Statistiche

### Statistiche nelle competizioni UEFA
Tabella aggiornata alla stagione 2024-2025.
| Competizione                  | Partecipazioni | G  | V  | N | P | RF | RS |
| ----------------------------- | -------------- | -- | -- | - | - | -- | -- |
| UEFA Champions League         | 1              | 2  | 1  | 0 | 1 | 3  | 3  |
| Coppa delle Coppe             | 2              | 6  | 3  | 1 | 2 | 6  | 9  |
| Coppa UEFA/UEFA Europa League | 5              | 22 | 12 | 3 | 7 | 40 | 22 |
| UEFA Conference League        | 1              | 2  | 0  | 0 | 2 | 2  | 4  |
| Coppa Intertoto               | 1              | 6  | 5  | 0 | 1 | 15 | 7  |

## Organico

### Rosa 2024
Aggiornata al 19 marzo 2024.
| N. |                      | Ruolo | Calciatore              |
| -- | -------------------- | ----- | ----------------------- |
| 1  | Brasile (bandiera)   | P     | Ricardo Friedrich       |
| 2  | Svezia (bandiera)    | D     | Axel Lindahl            |
| 3  | Islanda (bandiera)   | D     | Davíð Kristján Ólafsson |
| 5  | Svezia (bandiera)    | C     | Melker Hallberg         |
| 6  | Svezia (bandiera)    | C     | Rasmus Sjöstedt         |
| 7  | Svezia (bandiera)    | C     | Kevin Jensen            |
| 9  | Svezia (bandiera)    | A     | Isak Jansson            |
| 10 | Svezia (bandiera)    | C     | Filip Sachpekidis       |
| 11 | Finlandia (bandiera) | C     | Simon Skrabb            |
| 14 | Svezia (bandiera)    | C     | Noah Shamoun            |

| N. |                     | Ruolo | Calciatore                |
| -- | ------------------- | ----- | ------------------------- |
| 17 | Svezia (bandiera)   | C     | Carl Gustafsson           |
| 19 | Svezia (bandiera)   | D     | Lukas Rhöse               |
| 20 | Norvegia (bandiera) | C     | Oliver Berg               |
| 22 | Svezia (bandiera)   | C     | Nahom Girmai              |
| 23 | Svezia (bandiera)   | D     | Johan Stenmark            |
| 26 | Svezia (bandiera)   | D     | Arash Motaraghebjafarpour |
| 28 | Svezia (bandiera)   | D     | Elias Olsson              |
| 29 | Brasile (bandiera)  | C     | Romário                   |
| 30 | Svezia (bandiera)   | P     | Jakob Kindberg            |
| 32 | Svezia (bandiera)   | P     | Casper Andersson          |
| 39 | Norvegia (bandiera) | D     | Lars Sætra                |

### Rosa 2023
Aggiornata al 10 marzo 2023.
| N. |                      | Ruolo | Calciatore              |
| -- | -------------------- | ----- | ----------------------- |
| 1  | Brasile (bandiera)   | P     | Ricardo Friedrich       |
| 2  | Svezia (bandiera)    | D     | Axel Lindahl            |
| 3  | Islanda (bandiera)   | D     | Davíð Kristján Ólafsson |
| 4  | Svezia (bandiera)    | C     | Erik Israelsson         |
| 5  | Svezia (bandiera)    | D     | Douglas Bergqvist       |
| 6  | Svezia (bandiera)    | C     | Rasmus Sjöstedt         |
| 7  | Svezia (bandiera)    | C     | Kevin Jensen            |
| 9  | Svezia (bandiera)    | A     | Isak Jansson            |
| 10 | Svezia (bandiera)    | C     | Filip Sachpekidis       |
| 11 | Finlandia (bandiera) | C     | Simon Skrabb            |
| 14 | Svezia (bandiera)    | C     | Noah Shamoun            |

| N. |                     | Ruolo | Calciatore       |
| -- | ------------------- | ----- | ---------------- |
| 17 | Svezia (bandiera)   | C     | Carl Gustafsson  |
| 19 | Svezia (bandiera)   | D     | Lukas Rhöse      |
| 20 | Norvegia (bandiera) | C     | Oliver Berg      |
| 22 | Svezia (bandiera)   | C     | Nahom Girmai     |
| 23 | Svezia (bandiera)   | D     | Johan Stenmark   |
| 26 | Svezia (bandiera)   | C     | Victor Backman   |
| 28 | Svezia (bandiera)   | D     | Elias Olsson     |
| 29 | Brasile (bandiera)  | C     | Romário          |
| 30 | Svezia (bandiera)   | P     | Jakob Kindberg   |
| 32 | Svezia (bandiera)   | P     | Casper Andersson |
| 39 | Norvegia (bandiera) | D     | Lars Sætra       |

### Rosa 2022
Aggiornata al 13 aprile 2022.
| N. |                      | Ruolo | Calciatore              |
| -- | -------------------- | ----- | ----------------------- |
| 1  | Brasile (bandiera)   | P     | Ricardo Friedrich       |
| 2  | Svezia (bandiera)    | D     | Axel Lindahl            |
| 3  | Islanda (bandiera)   | D     | Davíð Kristján Ólafsson |
| 4  | Svezia (bandiera)    | C     | Erik Israelsson         |
| 5  | Svezia (bandiera)    | D     | Douglas Bergqvist       |
| 6  | Svezia (bandiera)    | C     | Rasmus Sjöstedt         |
| 7  | Svezia (bandiera)    | C     | Kevin Jensen            |
| 9  | Svezia (bandiera)    | A     | Isak Jansson            |
| 10 | Svezia (bandiera)    | C     | Filip Sachpekidis       |
| 11 | Finlandia (bandiera) | C     | Simon Skrabb            |
| 14 | Svezia (bandiera)    | C     | Noah Shamoun            |

| N. |                     | Ruolo | Calciatore       |
| -- | ------------------- | ----- | ---------------- |
| 17 | Svezia (bandiera)   | C     | Carl Gustafsson  |
| 19 | Svezia (bandiera)   | D     | Lukas Rhöse      |
| 20 | Norvegia (bandiera) | C     | Oliver Berg      |
| 22 | Svezia (bandiera)   | C     | Nahom Girmai     |
| 23 | Svezia (bandiera)   | D     | Johan Stenmark   |
| 26 | Svezia (bandiera)   | C     | Victor Backman   |
| 28 | Svezia (bandiera)   | D     | Elias Olsson     |
| 29 | Brasile (bandiera)  | C     | Romário          |
| 30 | Svezia (bandiera)   | P     | Jakob Kindberg   |
| 32 | Svezia (bandiera)   | P     | Casper Andersson |
| 39 | Norvegia (bandiera) | D     | Lars Sætra       |

### Rosa 2021
Aggiornata al 4 marzo 2021.
| N. |                   | Ruolo | Calciatore        |
| -- | ----------------- | ----- | ----------------- |
| 2  | Svezia (bandiera) | D     | Henrik Löfkvist   |
| 3  | Svezia (bandiera) | D     | Sebastian Ring    |
| 4  | Svezia (bandiera) | C     | Erik Israelsson   |
| 5  | Svezia (bandiera) | D     | Doug Bergqvist    |
| 6  | Svezia (bandiera) | C     | Rasmus Sjöstedt   |
| 7  | Svezia (bandiera) | C     | Piotr Johansson   |
| 9  | Svezia (bandiera) | A     | Isak Magnusson    |
| 10 | Svezia (bandiera) | C     | Filip Sachpekidis |
| 11 | Svezia (bandiera) | A     | Isak Jansson      |
| 13 | Svezia (bandiera) | D     | Emin Nouri        |
| 14 | Svezia (bandiera) | C     | Noah Shamoun      |
| 16 | Svezia (bandiera) | C     | Jonathan Ring     |
| 17 | Svezia (bandiera) | C     | Carl Gustafsson   |

| N. |                     | Ruolo | Calciatore           |
| -- | ------------------- | ----- | -------------------- |
| 18 | Svezia (bandiera)   | C     | Johan Arvidsson      |
| 19 | Svezia (bandiera)   | D     | Lukas Rhöse          |
| 20 | Norvegia (bandiera) | C     | Oliver Berg          |
| 21 | Svezia (bandiera)   | A     | Edvin Crona          |
| 23 | Svezia (bandiera)   | D     | Johan Stenmark       |
| 25 | Svezia (bandiera)   | A     | Alex Mortensen       |
| 26 | Svezia (bandiera)   | C     | Victor Backman       |
| 27 | Svezia (bandiera)   | D     | Viktor Krüger        |
| 28 | Svezia (bandiera)   | D     | Elias Olsson         |
| 29 | Brasile (bandiera)  | C     | Romário              |
| 30 | Svezia (bandiera)   | P     | Tobias Andersson     |
| 31 | Svezia (bandiera)   | A     | Nils Fröling         |
| 32 | Svezia (bandiera)   | P     | Lucas Hägg-Johansson |